# Juin 1796

## Événements
- Bataille de Piré.

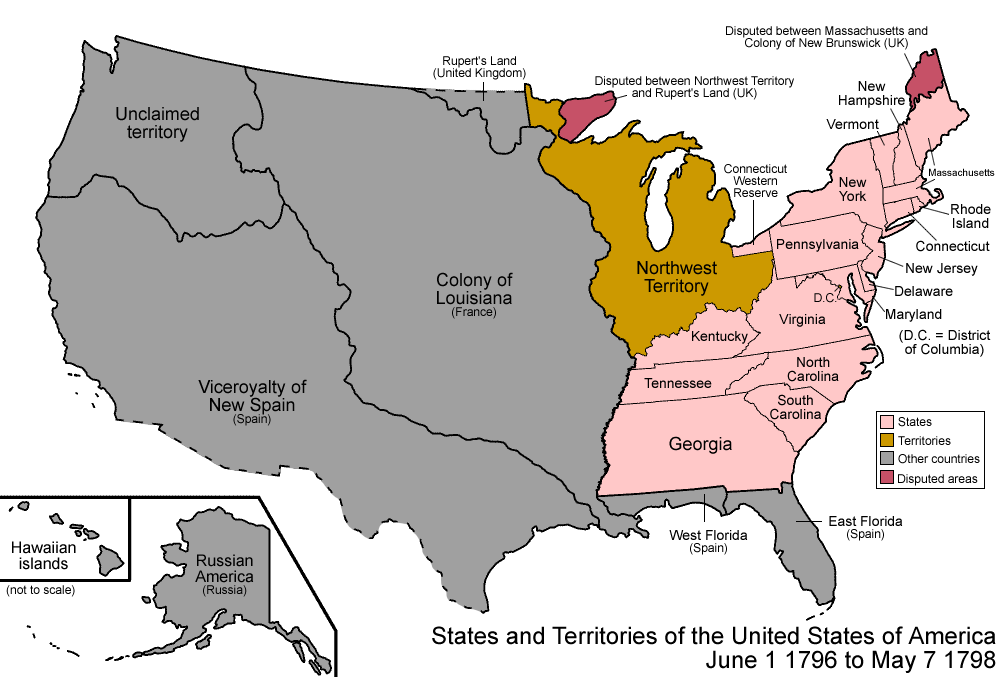
1 juin 1796 - 7 mai 1798

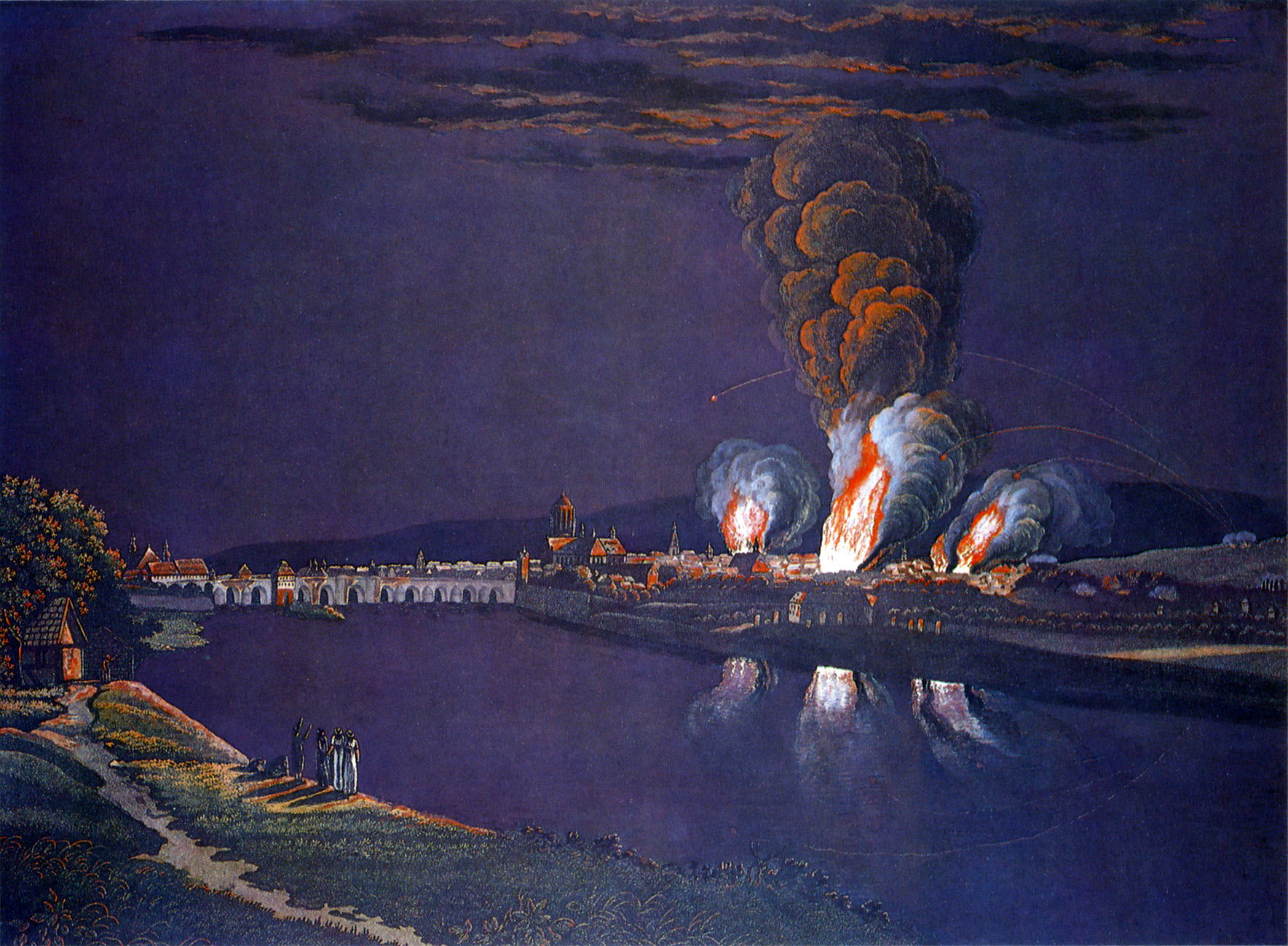
13 juin : bombardement de Francfort-sur-le-Main par les Français

- France : l’Ouest rentre dans l’obéissance. Fin de la Guerre de Vendée
- Combat de Saint-Aubin-du-Cormier.

- 1er juin :
  - Le Territoire du Sud-Ouest prend le nom de Tennessee et ratifie la constitution des États-Unis. Il devient le seizième État des États-Unis[1].
  - Bataille du Grand-Celland.
  - André Masséna occupe Vérone[2].
  - Bataille de Siegburg.

- 13 juin : prise de Bakou par les Russes[3].

## Naissances
- 1er juin : Sadi Carnot (mort en 1832), physicien et ingénieur français.